# El Capitan (Mart)
El Capitan és un conjunt de roques en capes situat a la regió del planeta quadrangle Margaritifer Sinus que va ser descobert i observat per primera vegada per l’Opportunity el febrer de 2004. L'aflorament de la roca va ser nomenat El Capitan, per referència a una coneguda muntanya a l'estat de Texas.
Les roques d'aquest aflorament han cridat l'atenció dels investigadors per les estries en llur superfície, que han donat lloc a diverses hipòtesis, entre elles la possibilitat de gènesi en medi aquós.